# Ribair Rodríguez
Ribair Rodríguez, vollständiger Name Ribair Rodríguez Pérez, (* 4. Oktober 1987 in Montevideo) ist ein uruguayischer ehemaliger Fußballspieler.

## Karriere
Der 1,82 Meter große Mittelfeldakteur Rodríguez gehörte zu Beginn seiner Karriere von 2004 bis Ende 2009 dem Kader der Profimannschaft des Danubio FC an, nachdem er zuvor ein Jahr lang Spieler des Reserveteams (Formativas) gewesen war. Für die Montevideaner absolvierte er in diesem Zeitraum 80 Partien in der Primera División, erzielte vier Treffer und wurde mit der Mannschaft in der Saison 2004 und in der Spielzeit 2006/07 jeweils Uruguayischer Meister. Im Januar 2010 schloss Rodríguez sich CA Tigre an. Bei den Argentiniern wurde er in 22 Spielen (kein Tor) der Primera División eingesetzt. Ab Januar 2011 setzte er seine sportliche Laufbahn bei CA Belgrano fort. Für den Klub aus Córdoba kam er in 46 Ligaspielen, in denen er zwei Tore schoss, und in einer Begegnung (kein Tor) der Copa Argentina zum Einsatz. Anfang September 2012 wechselte er auf Leihbasis zum AC Siena. Dort bestritt er sechs Spiele in der Serie A und zwei Aufeinandertreffen der Coppa Italia. Einen persönlichen Torerfolg kann er für die Italiener nicht vorweisen. Ab Mitte Januar 2013 bis zum Jahresende folgte eine weitere Leihstation bei den Boca Juniors. Für den Klub aus dem Barrio La Boca in Buenos Aires lief er in 22 Erstligapartien (ein Tor) und vier Begegnungen (kein Tor) der Copa Libertadores 2013 auf. Anfang 2014 trat Rodríguez ein bis in den Januar 2015 währendes Engagement bei Santos Laguna an. Seine Einsatzstatistik bei den Mexikanern weist 22 Erstligaspiele (zwei Tore), drei Begegnungen (kein Tor) der Copa México und sechs Partien (kein Tor) in der Copa Libertadores 2014 aus. Im Januar 2015 lieh ihn Nacional Montevideo für die Clausura 2015 aus, in der er – jeweils ohne persönlichen Torerfolg – in vier Partien der höchsten uruguayischen Spielklasse und einem Duell der Copa Libertadores 2015 mitwirkte und mit den "Bolsos" am Saisonende 2014/15 den Gewinn eines weiteren uruguayischen Landesmeistertitel feiern konnte. Im Juni 2015 verpflichteten ihn dann die Leones Negros de la UdeG im Rahmen eines Leihtransfers. Bislang (Stand: 26. März 2017) wirkte er beim Verein aus Guadalajara in 36 Liga- und drei Pokalspielen mit, ohne einen Treffer zu erzielen.

## Erfolge
- Uruguayischer Meister: 2004, 2006/07, 2014/15